# Kupfer(II)-cyanid
Kupfer(II)-cyanid ist eine anorganische Verbindung, welche ein Salz der Blausäure ist. Es ist ein gelb-grünes, amorphes Pulver und wasserunlöslich.

## Herstellung
Wenn eine Kaliumcyanid-Lösung in eine wässrige Lösung von Kupfer(II)-Ionen getropft wird, beispielsweise aus Kupfer(II)-nitrat oder Kupfersulfat, entsteht Kupfer(II)-cyanid als gelber Niederschlag. Der Niederschlag kann getrocknet werden, ist aber nicht stabil.
{\displaystyle {\ce {Cu^2+ + 2 CN- -> Cu(CN)2 v}}}
Dieser Kupfer(II)-cyanid-Niederschlag löst sich bei leichtem Schütteln oder längerem Stehenlassen auf und es bilden sich Kupfer(I)-cyanid und Dicyan.
{\displaystyle {\ce {2 Cu(CN)2 -> CuCN + (CN)2}}}
Das Kupfer(I)-cyanid kann mit weiteren Cyanid-Ionen komplexe Cuprocyanide bilden.

## Eigenschaften
Kupfer(II)-cyanid ist, wie viele andere anorganische Salze der Blausäure (Cyanide), giftig.

## Verwendung
Kupfer(II)-cyanid kommt beim Elektroplattieren von Kupfer auf Eisen als Zwischenprodukt vor. Auch in der organischen Synthese kommt es als Zwischenprodukt vor, beispielsweise bei der Einführung der Cyanidgruppe anstelle des Aminoradikal in aromatischen Verbindungen.